# Lâm Hạ Vy
Lâm Hạ Vy (tên tiếng Hoa: 林夏薇, tên tiếng Anh: Rosina Lam, sinh ngày 30 tháng 06 năm 1987) là một nữ diễn viên kiêm doanh nhân thành đạt tại Hồng Kông. Cô từng là diễn viên trực thuộc TVB nhưng hiện tại đã đầu quân sang Thiệu thị huynh đệ.

## Tiểu sử
Lâm Hạ Vy là con một trong gia đình, cô sinh ra tại Hạ Môn, Phúc Kiến, Trung Quốc. Khi được 4 tuổi, cô theo cha mẹ di dân sang Hồng Kông. Năm 16 tuổi, cô tham gia cuộc thi Ngôi Sao Ngày Mai và đoạt giải quán quân.
Năm 2005, cô một mình đến Bắc Kinh dự thi vào Học viện Hý kịch Trung ương, được chọn ra từ 8.000 thí sinh nhờ vào năng lực thực sự. Cô và Trần Hiểu, Mao Hiểu Đồng, Trương Giai Ninh, Trương Trác Văn, Lâm Bằng là bạn học cùng khóa. Trong thời gian học tập tại đây, cô đã nhiều lần giành được học bổng.
Năm 2009, cô tốt nghiệp và gia nhập Nhà hát Kịch Hồng Kông với vai trò là một diễn viên toàn thời gian.

## Sự nghiệp

### Giai đoạn 2011 ~ 2013: Bước đầu gia nhập làng giải trí
Năm 2011, Lâm Hạ Vy ký hợp đồng gia nhập vào TVB. Bộ phim đầu tay của cô tại đây là sitcom Lời Hứa Vội Vàng - vai Tôn Ninh An (June). Tuy nhiên, khán giả chỉ chú ý đến cô bởi danh nghĩa "Em họ Lâm Phong". Họ cho rằng cô dựa vào mối quan hệ này để thăng tiến mà hoàn toàn bỏ qua năng lực diễn xuất của cô.
Năm 2012, cô tham gia bộ phim Vòng Quay Hạnh Phúc - vai Đinh Bồng Chi (Vincci).
Năm 2013, cô thủ vai tiểu thư Đường Nhã Văn trong Bản Lĩnh Đại Thiên Kim.

### Giai đoạn 2014 ~ 2015: Tiến bộ trong diễn xuất, cơ hội rộng mở
Năm 2014, khán giả thật sự ấn tượng với Lâm Hạ Vy, cô dần thoát khỏi cái bóng "Em họ Lâm Phong" bằng chính nỗ lực của mình. Với vai diễn Trình Triển Chân trong bộ phim Đơn Luyến Song Thành, cô nhận được khá nhiều đề cử. Đặc biệt, Rất Muốn Ghét Anh - bài hát chủ đề của bộ phim này do cô thể hiện đã thắng giải 「Nhạc phim được yêu thích nhất」 tại Starhub TVB Awards 2014 và 「Bài hát truyền thông được yêu thích nhất」 tại Guoyuli Awards 2014. Cùng năm đó, cô cũng nhận được nhiều phản ứng tích cực khi thủ vai Dương Mão trong bộ phim Hàn Sơn Tiềm Long. Chính vì thế, vào cuối năm, cô đã góp mặt trong đề cử 「Nữ diễn viên tiến bộ nhất」tại Giải thưởng thường niên TVB.
Tháng 03.2015, hai bộ phim cô tham gia là Xung Tuyến - vai Ninh Hy (Hillary) và Thiên Nhãn - vai Huỳnh Nhã Tình (Scarlett) được phát sóng đồng thời. Hầu hết khản giả cho rằng Lâm Hạ Vy đã có tiến bộ vượt bậc trong diễn xuất. Vai diễn Ninh Hy cũng giúp cô giành được giải thưởng 「Nữ diễn viên phụ được yêu thích nhất」tại Starhub TVB Awards 2015.
Cũng trong năm 2015, cô tiếp tục tham gia Nghịch Chiến Đường Tây - vai Hoa Ảnh Nguyệt và Công Công Xuất Cung - vai Kim Đới Nam. Được góp mặt trong những chế tác lớn, một số người cho rằng, Lâm Hạ Vy xứng đáng được TVB cho nhiều cơ hội hơn, thậm chí là lên hàng nữ chính.
Tháng 09.2015, bộ phim Nghịch Chiến Đường Tây lên sóng. Với sự thể hiện tốt nội tâm của nhân vật, cô được khán giả và cư dân mạng dành cho rất nhiều lời tán dương. Chính vì thế, việc cô chỉ giành được giải 「Nữ nhân vật được yêu thích nhất」 tại TVB Star Awards Malaysia 2015 mà không được giải 「Nữ diễn viên tiến bộ nhất 」tại Giải thưởng thường niên TVB khiến dư luận dậy sóng.

### Giai đoạn 2016 ~ 2018: Vươn lên hàng tiền tuyến
Tháng 03.2016, Lâm Hạ Vy tham gia bộ phim Thừa Thắng Truy Kích - vai Hà Chánh Hoa (Win tỷ). Đây cũng là vai nữ chính đầu tiên của cô tại TVB.
Tháng 10.2016, tại lễ trao giải Starhub TVB Awards, cô giành được 2 giải thưởng là 「Nữ diễn viên phụ được yêu thích nhất」cho vai Kim Đới Nam và 「Giải thưởng thân hình hoàn hảo」.
Tháng 04.2018, bộ phim Nghịch Duyên lên sóng. Trong phim, cô vào vai Trang Ty Thần (Aki) - một cô gái mang trong mình 2 dòng máu Trung và Nhật. Bằng lối diễn xuất tự nhiên, nhân vật này của cô được rất nhiều khán giả yêu thích và ủng hộ.
Cuối 2018 ~ đầu 2019, cô kết thúc hợp đồng ở TVB sau đó đầu quân cho công ty giải trí Thiệu thị huynh đệ.

### Giai đoạn 2019 ~ nay: Ngày càng đột phá qua từng vai diễn
Tháng 07.2019, TVB thay đổi lịch chiếu, bộ phim Mười Hai Truyền Thuyết bất ngờ được lên sóng. Vai diễn Phan Đóa Lạp của cô trong phim này nhận được sự phản hồi vô cùng tích cực từ khán giả. Có lẽ vì vậy, vai diễn này đã được xuất hiện trong tập 17 bộ phim Kim Tiêu Đại Hạ với tư cách là một khách mời đặc biệt.
Tháng 09.2019, TVB mời cô tham gia bộ phim Nghịch Thiên Kỳ Án. Sau gần 2 năm, bộ phim cuối cùng cũng được lên sóng vào tháng 05.2021, vai diễn Mã Dĩnh Tư (Wing) của cô đã dành được rất nhiều sự yêu thương từ khán giả, cô cũng được cư dân mạng ưu ái gọi là "Bạn gái quốc dân". Đặc biệt, khi cảnh Wing chia tay Sâm lên sóng, cô đã nhận được cơn mưa lời khen vì sự thể hiện tinh tế nội tâm nhân vật.
Tháng 08.2021, bộ phim Thất Công Chúa được lên sóng sớm hơn dự kiến theo dòng sự kiện đấu kiếm tại Hồng Kông. Với vai diễn có nội tâm vô cùng phức tạp - Cố Ngữ Yên (Grace), cô lại một lần nữa khẳng định thực lực diễn xuất của mình khi thể hiện chuyển biến cảm xúc nhân vật một cách đầy tự nhiên và chân thật. Nhiều khán giả bày tỏ cô là một trong những ứng cử viên sáng giá cho danh hiệu Thị hậu năm nay.

## Cuộc sống
Ngày 25 tháng 7 năm 2015, Lâm Hạ Vy kết hôn với Mạc Tán Sinh (một CEO hơn cô 16 tuổi). Hôn lễ của 2 người được tổ chức khá đơn giản, chỉ có người thân và 3 người ở TVB.
Tháng 7 năm 2018, cô tuyên bố kết thúc hợp đồng ở TVB để điều hòa cơ thể và nghỉ ngơi. Trong thời gian 1 năm này, cô dành nhiều thời gian hơn để chăm lo cho gia đình và việc kinh doanh của bản thân.

## Phim

### Phim truyền hình (Trung Quốc đại lục)
| Năm  | Tên phim           | Vai diễn       | Ghi chú |
| ---- | ------------------ | -------------- | ------- |
| 2010 | Điện Thoại Di Động | Người bán hàng |         |
| 2010 | Chị Em Dâu         | Doãn Thánh Mỹ  |         |
| 2011 | Giọt Lệ Hoa Lê     | Phùng Chi Lan  |         |

### Phim truyền hình (TVB)
| Năm                    | Tên phim               | Vai diễn                                         | Ghi chú            |
| ---------------------- | ---------------------- | ------------------------------------------------ | ------------------ |
| 2011                   | Lời Hứa Vội Vàng       | Tôn Ninh An (June)                               | Nữ thứ (tuyến 3)   |
| 2012                   | Lời Hứa Vội Vàng       | Tôn Ninh An (June)                               | Nữ thứ (tuyến 3)   |
| Vòng Quay Hạnh Phúc    | Đinh Bồng Chi (Vincci) | Nữ phụ                                           |                    |
| Vòng Quay Hạnh Phúc    | Đinh Bồng Chi (Vincci) | Nữ phụ                                           | 2013               |
| Bản Lĩnh Đại Thiên Kim | Đường Nhã Văn          | Nữ thứ (tuyến 2)                                 |                    |
| 2014                   | Đơn Luyến Song Thành   | Nữ thứ (tuyến 2)                                 | Trình Triển Chân   |
| 2014                   | Hàn Sơn Tiềm Long      | Nữ thứ (tuyến 2)                                 | Dương Mão          |
| 2015                   | Xung Tuyến             | Nữ thứ (tuyến 2)                                 | Ninh Hy (Hillary)  |
| 2015                   | Thiên Nhãn             | Huỳnh Nhã Tình (Scarlett)                        | Nữ phụ             |
| 2015                   | Nghịch Chiến Đường Tây | Hoa Ảnh Nguyệt                                   | Nữ thứ (tuyến 2)   |
| 2016                   | Công Công Xuất Cung    | Kim Đới Nam                                      | Nữ thứ (tuyến 2)   |
| 2017                   | Thừa Thắng Truy Kích   | Hà Chính Hoa (chị Win)                           | Nữ chính (tuyến 1) |
| 2018                   | Nghịch Duyên           | Trang Ty Thần (Soji Aki)                         | Nữ chính (tuyến 1) |
| 2019                   | Mười Hai Truyền Thuyết | Phan Đóa Lạp (LaLa, tiến sĩ Phan)/ Dịch Cẩm Hiền | Nữ chính (tuyến 1) |
| 2019                   | Kim Tiêu Đại Hạ        | Phan Đóa Lạp                                     | Cameo              |
| 2021                   | Nghịch Thiên Kỳ Án     | Mã Dĩnh Tư (Wing)                                | Nữ chính (tuyến 1) |
| 2021                   | Thất Công Chúa         | Cố Ngữ Yên (Grace)                               | Nữ chính (tuyến 1) |
| 2023                   | My Pet My Angel        | Paula Kim Huệ Đình                               | Nữ chính (tuyến 1) |
| 2023                   | Pháp Ngôn Nhân         | Điền Hựu Gia                                     | Nữ chính (tuyến 1) |

### Phim truyền hình (Thiệu Thị Huynh Đệ)
| Năm  | Tên phim            | Vai diễn         | Ghi chú |
| ---- | ------------------- | ---------------- | ------- |
| 2023 | Liêm Chính Thư Kích | Chu Bội An (Ann) | Cameo   |

### Phim điện ảnh
| Năm  | Tên phim                               | Vai diễn                              | Ghi chú |
| ---- | -------------------------------------- | ------------------------------------- | ------- |
| 2010 | Thiên Đường Và Địa Ngục                | Mi Mi                                 |         |
| 2010 | Mùa Hè Năm Đó Chúng Ta Cùng Tốt Nghiệp | Tôn Cẩm                               |         |
| 2010 | Màu Của Cầu Vồng                       | Lý Thanh Thanh                        |         |
| 2011 | Huynh Đệ Phúc Lộc Thọ                  | Khách hàng mua bất động sản Hồng Kông | Cameo   |
| 2012 | Tôi Yêu Hồng Kông 2012                 | Người dân                             |         |
| 2012 | Tình Yêu Đến Trong 1 Phút Quyến Rũ     | Ma lang thang                         |         |

## Kịch

### Nhà hát lớn quốc gia (Trung Quốc)
| Năm  | Vở diễn                     | Vai diễn            |
| ---- | --------------------------- | ------------------- |
| 2008 | Prometheus Bị Xiềng         | Nữ thủy thần Thetis |
| 2010 | Lương Sơn Bá - Chúc Anh Đài | Lan Tâm             |

### Nhà hát Kịch Hồng Kông
| Năm  | Vở diễn                              | Vai diễn                                   |
| ---- | ------------------------------------ | ------------------------------------------ |
| 2010 | 2029 Truy Sát 1989                   | Cung Kiều                                  |
| 2010 | Khế Ước Ma Quỷ                       | Dục Vọng (1 trong 7 tội lớn của con người) |
| 2010 | Màn Độc Thoại Cuối Cùng              | Trịnh Tú                                   |
| 2011 | Số Hiệu Hoàng Hậu Trung Quốc         | Phan Tử Liên                               |
| 2011 | Chí Huy, Tư Lan Cùng Mùa Gió Bất Tận | Tư Lan (lúc nhỏ) Người dẫn chuyện          |
| 2011 | Hoa Cỏ Muôn Nơi                      | La Gián                                    |

## Âm nhạc
| Năm  | Tên bài hát             | Mô tả                              |
| ---- | ----------------------- | ---------------------------------- |
| 2014 | Rất Muốn Ghét Anh       | Nhạc nền phim Đơn Luyến Song Thành |
| 2014 | We Are The Only One     | Nhạc cổ động FIFA WORLD CUP        |
| 2015 | Lời Chào Tạm Biệt       | Nhạc nền phim Đại Thánh Trở Về     |
| 2015 | Long Trọng Bước Lên Sàn |                                    |

## Giải thưởng

### Giải thưởng thường niên TVB
| Năm  | Giải thưởng                                     | Tên phim / tác phẩm                                    | Vai diễn         | Kết quả                                                                                |
| ---- | ----------------------------------------------- | ------------------------------------------------------ | ---------------- | -------------------------------------------------------------------------------------- |
| 2014 | Nữ diễn viên tiến bộ nhất                       | Đơn Luyến Song Thành Hàn Sơn Tiềm Long                 |                  | Đề cử                                                                                  |
| 2014 | Nữ diễn viên phụ xuất sắc nhất                  | Đơn Luyến Song Thành                                   | Trình Triển Chân | Đề cử                                                                                  |
| 2014 | Nhạc phim được yêu thích nhất                   | Rất Muốn Ghét Anh (Nhạc nền phim Đơn Luyến Song Thành) |                  | Đề cử (Top 5)                                                                          |
| 2015 | Nữ diễn viên tiến bộ nhất                       | Xung Tuyến Thiên Nhãn Nghịch Chiến Đường Tây           |                  | Đề cử                                                                                  |
| 2015 | Nữ diễn viên chính xuất sắc nhất                | Nghịch Chiến Đường Tây                                 | Hoa Ảnh Nguyệt   | Đề cử                                                                                  |
| 2015 | Nữ nhân vật truyền hình được yêu thích nhất     | Nghịch Chiến Đường Tây                                 | Hoa Ảnh Nguyệt   | Đề cử                                                                                  |
| 2016 | Nữ diễn viên phụ xuất sắc nhất                  | Công Công Xuất Cung                                    | Kim Đới Nam      | Đề cử                                                                                  |
| 2016 | Nữ nhân vật truyền hình được yêu thích nhất     | Công Công Xuất Cung                                    | Kim Đới Nam      | Đề cử                                                                                  |
| 2017 | Nữ diễn viên chính xuất sắc nhất                | Thừa Thắng Truy Kích                                   | Hà Chánh Hoa     | Đề cử                                                                                  |
| 2018 | Nữ diễn viên chính xuất sắc nhất                | Nghịch Duyên                                           | Trang Ty Thần    | Đề cử                                                                                  |
| 2018 | Nữ nhân vật truyền hình được yêu thích nhất     | Nghịch Duyên                                           | Trang Ty Thần    | Đề cử                                                                                  |
| 2019 | Nữ diễn viên chính xuất sắc nhất                | Mười Hai Truyền Thuyết                                 | Phan Đóa Lạp     | Đề cử                                                                                  |
| 2019 | Nữ nhân vật truyền hình được yêu thích nhất     | Mười Hai Truyền Thuyết                                 | Phan Đóa Lạp     | Đề cử                                                                                  |
| 2021 | Nữ diễn viên chính xuất sắc nhất                | Nghịch Thiên Kỳ Án                                     | Mã Dĩnh Tư       | Đề cử                                                                                  |
| 2021 | Nữ diễn viên chính xuất sắc nhất                | Thất Công Chúa                                         | Cố Ngữ Yên       | Đoạt giải                                                                              |
| 2021 | Nữ nhân vật truyền hình được yêu thích nhất     | Nghịch Thiên Kỳ Án                                     | Mã Dĩnh Tư       | Đề cử (Top 5)                                                                          |
| 2021 | Nữ nhân vật truyền hình được yêu thích nhất     | Thất Công Chúa                                         | Cố Ngữ Yên       | Đề cử                                                                                  |
| 2021 | Đối tác truyền hình được yêu thích nhất         | Nghịch Thiên Kỳ Án                                     | -                | Đề cử (cùng Trần Triển Bằng)                                                           |
| 2021 | Đối tác truyền hình được yêu thích nhất         | Thất Công Chúa                                         | -                | Đề cử (cùng Huỳnh Thúy Như, Cao Hải Ninh, Giang Gia Mẫn, Trần Oánh, Quảng Khiết Doanh) |
| 2021 | Nữ diễn viên chính được yêu thích nhất Malaysia | Nghịch Thiên Kỳ Án                                     | Mã Dĩnh Tư       | Đề cử (Top 5)                                                                          |
| 2021 | Nữ diễn viên chính được yêu thích nhất Malaysia | Thất Công Chúa                                         | Cố Ngữ Yên       | Đề cử                                                                                  |

### TVB Star Awards Malaysia
| Năm  | Giải thưởng                            | Tên phim / tác phẩm                                    | Vai diễn                      | Kết quả       |
| ---- | -------------------------------------- | ------------------------------------------------------ | ----------------------------- | ------------- |
| 2014 | Nữ diễn viên tiến bộ nhất              | Đơn Luyến Song Thành Hàn Sơn Tiềm Long                 |                               | Đề cử         |
| 2014 | Nữ diễn viên chính được yêu thích nhất | Hàn Sơn Tiềm Long                                      | Dương Mão                     | Đề cử         |
| 2014 | Nữ diễn viên phụ được yêu thích nhất   | Đơn Luyến Song Thành                                   | Trình Triển Chân              | Đề cử (Top 3) |
| 2014 | Top 16 nữ nhân vật được yêu thích nhất | Đơn Luyến Song Thành                                   | Trình Triển Chân              | Đề cử         |
| 2014 | Nhạc phim được yêu thích nhất          | Rất Muốn Ghét Anh (Nhạc nền phim Đơn Luyến Song Thành) |                               | Đề cử         |
| 2015 | Nữ diễn viên phụ được yêu thích nhất   | Nghịch Chiến Đường Tây                                 | Hoa Ảnh Nguyệt                | Đề cử (Top 3) |
| 2015 | Top 16 nữ nhân vật được yêu thích nhất | Nghịch Chiến Đường Tây                                 | Hoa Ảnh Nguyệt                | Đoạt giải     |
| 2016 | Nữ diễn viên phụ được yêu thích nhất   | Công Công Xuất Cung                                    | Kim Đới Nam                   | Đề cử         |
| 2016 | Top 16 nữ nhân vật được yêu thích nhất | Công Công Xuất Cung                                    | Kim Đới Nam                   | Đề cử         |
|      | Cặp đôi màn ảnh được yêu thích nhất    | Công Công Xuất Cung                                    | Kim Đới Nam x Trần Tiểu Phụng | Đề cử         |
| 2017 | Nữ diễn viên chính được yêu thích nhất | Thừa Thắng Truy Kích                                   | Hà Chánh Hoa                  | Đề cử         |
| 2017 | Top 16 nữ nhân vật được yêu thích nhất | Thừa Thắng Truy Kích                                   | Hà Chánh Hoa                  | Đề cử         |

### Starhub TVB Awards
| Năm  | Giải thưởng                          | Tên phim / tác phẩm                                    | Vai diễn                       | Kết quả   |
| ---- | ------------------------------------ | ------------------------------------------------------ | ------------------------------ | --------- |
| 2014 | Nữ diễn viên phụ được yêu thích nhất | Đơn Luyến Song Thành                                   | Trình Triển Chân               | Đề cử     |
| 2014 | Nhạc phim được yêu thích nhất        | Rất Muốn Ghét Anh (Nhạc nền phim Đơn Luyến Song Thành) |                                | Đoạt giải |
| 2015 | Nữ diễn viên phụ được yêu thích nhất | Xung Tuyến                                             | Ninh Hy                        | Đoạt giải |
| 2015 | Nữ nhân vật được yêu thích nhất      | Xung Tuyến                                             | Ninh Hy                        | Đề cử     |
| 2015 | Giải thưởng về sự quyến rũ           |                                                        |                                | Đề cử     |
| 2016 | Nữ diễn viên phụ được yêu thích nhất | Công Công Xuất Cung                                    | Kim Đới Nam                    | Đoạt giải |
| 2016 | Nữ nhân vật được yêu thích nhất      | Công Công Xuất Cung                                    | Kim Đới Nam                    | Đề cử     |
| 2016 | Giải thưởng thân hình hoàn hảo       |                                                        |                                | Đoạt giải |
| 2017 | Nữ diễn viên chính xuất sắc nhất     | Thừa Thắng Truy Kích                                   | Hà Chánh Hoa                   | Đề cử     |
| 2017 | Nữ nhân vật được yêu thích nhất      | Thừa Thắng Truy Kích                                   | Hà Chánh Hoa                   | Đề cử     |
| 2017 | Cặp đôi màn ảnh được yêu thích nhất  | Thừa Thắng Truy Kích                                   | Hà Chánh Hoa x Tưởng Quán Nhất | Đề cử     |

### Các giải thưởng khác
| Giải thưởng                                                          | Tên phim / tác phẩm                                    | Kết quả   |
| -------------------------------------------------------------------- | ------------------------------------------------------ | --------- |
| 「Bài hát truyền thông được yêu thích nhất」 tại Guoyuli Awards 2014 | Rất Muốn Ghét Anh (Nhạc nền phim Đơn Luyến Song Thành) | Đoạt giải |

## Tư liệu tham khảo
1. ↑  https://headversion.com. "Rosina Lam 林夏薇 - 藝人". 邵氏兄弟國際影業有限公司 (bằng tiếng Anh). Truy cập ngày 1 tháng 11 năm 2021. {{Chú thích web}}: Liên kết ngoài trong |họ= (trợ giúp)[liên kết hỏng]
2. ↑  "林夏薇 - 求真百科". factpedia.org (bằng tiếng Traditional Chinese). Truy cập ngày 1 tháng 11 năm 2021.
3. ↑  "资料：《我们毕业的夏天》演员之林夏薇_影音娱乐_新浪网". ent.sina.com.cn. Truy cập ngày 1 tháng 11 năm 2021.
4. ↑  Law, K. "【逆天奇案】33歲林夏薇知性美女人味十足 10年前挾「林峯堂妹」之名出道短髮形象青澀". HK 港生活 (bằng tiếng Trung). Truy cập ngày 1 tháng 11 năm 2021.
5. ↑  "林夏薇 - 千亿传媒". www.q1cm.com. Truy cập ngày 7 tháng 11 năm 2021.
6. ↑  "Raymond Lam's Cousin to Enter TVB? – JayneStars.com" (bằng tiếng Anh). Truy cập ngày 1 tháng 11 năm 2021.
7. ↑  "結．分@謊情式 - 人物 - 孫寧安 - tvb.com". programme.tvb.com (bằng tiếng Anh). Truy cập ngày 7 tháng 11 năm 2021.
8. ↑  "Lâm Hạ Vy mong sớm thoát khỏi danh xưng "em họ Lâm Phong" – Tin Việt". tinviet.net.vn. Bản gốc lưu trữ ngày 7 tháng 11 năm 2021. Truy cập ngày 7 tháng 11 năm 2021.
9. ↑  "幸福摩天輪 - 人物 - 丁芃芝 - tvb.com". programme.tvb.com (bằng tiếng Anh). Truy cập ngày 7 tháng 11 năm 2021.
10. ↑  "初五啟市錄 - 人物 - 唐雅文 - tvb.com". programme.tvb.com (bằng tiếng Anh). Truy cập ngày 7 tháng 11 năm 2021.
11. ↑  "單戀雙城 - 人物 - 程展禛 - tvb.com". programme.tvb.com (bằng tiếng Anh). Truy cập ngày 7 tháng 11 năm 2021.
12. ↑  "新加坡頒獎禮 林夏薇奪最愛主題曲眼濕濕". on.cc東網 (bằng tiếng Trung). ngày 11 tháng 10 năm 2014. Truy cập ngày 7 tháng 11 năm 2021.
13. ↑  "國語力蝦碌頻生 祖兒楊宗緯各掃四獎成大贏家". on.cc東網 (bằng tiếng Trung). ngày 27 tháng 8 năm 2014. Truy cập ngày 7 tháng 11 năm 2021.
14. ↑  "寒山潛龍 - 人物 - 楊卯 - tvb.com". programme.tvb.com (bằng tiếng Anh). Truy cập ngày 7 tháng 11 năm 2021.
15. ↑  "TVB《萬千星輝頒獎典禮2014》提名名單". HK Channel. ngày 27 tháng 11 năm 2014. Truy cập ngày 7 tháng 11 năm 2021.
16. ↑  "衝線 - 人物 - 寧希 - tvb.com". programme.tvb.com (bằng tiếng Anh). Truy cập ngày 7 tháng 11 năm 2021.
17. ↑  "天眼 - 人物 - 黃雅晴 - tvb.com". programme.tvb.com (bằng tiếng Anh). Truy cập ngày 7 tháng 11 năm 2021.
18. ↑  "林夏薇獲我最愛TVB女配角 演技受肯定" (bằng tiếng Trung). Truy cập ngày 7 tháng 11 năm 2021.
19. ↑  "收規華 - 人物 - 花影月 - tvb.com". programme.tvb.com (bằng tiếng Anh). Truy cập ngày 7 tháng 11 năm 2021.
20. ↑  "公公出宮 - 人物 - 金帶男 - tvb.com". programme.tvb.com (bằng tiếng Anh). Truy cập ngày 7 tháng 11 năm 2021.
21. ↑  "網民熱話：撐林夏薇做一線花旦". on.cc東網 (bằng tiếng Trung). ngày 4 tháng 10 năm 2015. Truy cập ngày 7 tháng 11 năm 2021.
22. ↑  "孖張繼聰楊怡齊奪獎 林夏薇激動搶嘢講". on.cc東網 (bằng tiếng Trung). ngày 28 tháng 11 năm 2015. Truy cập ngày 7 tháng 11 năm 2021.
23. ↑  "乘勝狙擊 - 人物 - 何正花 - tvb.com". programme.tvb.com (bằng tiếng Anh). Truy cập ngày 7 tháng 11 năm 2021.
24. ↑  "林夏薇「賭后」得個樣 - 20170212 - SHOWBIZ". 明報OL網 (bằng tiếng Traditional Chinese). Truy cập ngày 7 tháng 11 năm 2021.
25. ↑  "【奪女新人獎】劉佩玥多謝前輩塞錢落袋". on.cc東網 (bằng tiếng Trung). ngày 22 tháng 10 năm 2016. Truy cập ngày 7 tháng 11 năm 2021.
26. ↑  "逆緣 - 人物 - 庄司晨 - tvb.com". programme.tvb.com (bằng tiếng Anh). Truy cập ngày 7 tháng 11 năm 2021.
27. ↑  梁子健 (ngày 9 tháng 4 năm 2018). "【逆緣】林夏薇演中日混血兒講日文 網民好奇佢真係識？實情係." 香港01 (bằng tiếng Trung). Truy cập ngày 1 tháng 11 năm 2021.
28. ↑  董欣琪 (ngày 27 tháng 12 năm 2018). "【2018回顧】TVB再掀離巢潮 3大花旦離巢急搵接班人". 香港01 (bằng tiếng Trung). Truy cập ngày 1 tháng 11 năm 2021.
29. ↑  "林夏薇加入邵氏復出拍劇 一文睇晒佢五件最轟動事件". hk.news.yahoo.com (bằng tiếng Trung). Truy cập ngày 1 tháng 11 năm 2021.
30. ↑  張嘉敏 (ngày 26 tháng 9 năm 2019). "【金宵大廈】林夏薇再以Dr. Poon身份登場成關鍵 助陳山聰解謎". 香港01 (bằng tiếng Trung). Truy cập ngày 1 tháng 11 năm 2021.
31. ↑  陳栢宇 (ngày 11 tháng 6 năm 2021). "逆天奇案︱林夏薇演技大爆發超精彩 攤牌後抱頭痛哭極虐心". 香港01 (bằng tiếng Trung). Truy cập ngày 1 tháng 11 năm 2021.
32. ↑  林迅景 (ngày 27 tháng 8 năm 2021). "七公主｜中期演員評核報告 有一位女角入行僅一年演技即大躍進". 香港01 (bằng tiếng Trung). Truy cập ngày 1 tháng 11 năm 2021.
33. ↑  "視后戰︱林夏薇「裸」出位 鍾嘉欣有勁敵！". on.cc東網 (bằng tiếng Trung). ngày 25 tháng 9 năm 2021. Truy cập ngày 1 tháng 11 năm 2021.
34. ↑  "林夏薇低調出嫁 林峯唔介意被爬頭". on.cc東網 (bằng tiếng Trung). ngày 26 tháng 7 năm 2015. Truy cập ngày 1 tháng 11 năm 2021.
35. ↑  "為與老公相處多一點 林夏薇不續約增家庭樂". 東周網. ngày 13 tháng 8 năm 2018. Truy cập ngày 1 tháng 11 năm 2021.